# Svalbardrensdyr
Svalbardrensdyr (Rangifer tarandus platyrhynchus) er en underart af arten rensdyr som kun findes i området ved Svalbard. Svalbardrensdyret, som er verdens nordligste levende planteædende pattedyr og en af kun fire såkaldte højarktiske rensdyrarter, adskiller sig fra andre rensdyr ved at den i vintertiden næsten får en hvid i pels. Bestanden udgjorde omkring 11.000 dyr i 2000.
Svalbardrensdyret er i nutiden isoleret fra alle andre rensdyr. Den var fredet fra 1925 til 1997. Fra 1983 blev der åbnet for at fastboende kunne deltage på videnskabelig jagt i udvalgte områder.

## Bestand
På Svalbard lever der omkring 10.000 svalbardrensdyr. I det øvrige Norge lever cirka 30.000 vilde rensdyr (underart R. t. tarandus). Bestanden har sin hovedudbredelse på Spitsbergen. I tillæg findes den blandt andet på Edgeøya, Barentsøya og dele af Nordaustlandet. Nyere forskning (Gravlund m.fl, 1998) fastslår at den er nærmest beslægtet med fjeldrensdyr.
Svalbardrensdyret skiller sig fra andre underarter på flere måder, blandt andet ved at være fysisk lille og ved at have et forholdsvis kort og rundt hoved. Sommerpelsen er brun over ryggen, langs siderne og på bagparten. Bugsiden er lys. Den har også gerne en hvid stribe under midten som strækker sig til midt på nakken. I løbet ad vinteren blegner pelsen, som da bliver tykkere og isolerende, til lysegrå, næsten gulhvid. Skiftet til sommerpels sker i juni-juli. Den lever også i små familiegrupper snarere end i større flokke.
Bukkene bliver omkring 160 cm i kropslængde og vejer normalt ca. 60–90 kg (vinter/sommer). Simlene (hunnene) bliver omkring 150 cm i kropslængde og vejer normalt ca. 40–70 kg (vinter/sommer).